# Paz (álbum de Heloisa Rosa)
Paz é o quinto álbum de estúdio da cantora brasileira Heloisa Rosa, gravado e lançado em 18 de dezembro de 2015 pela gravadora Musile Records.
Produzido por Jr. Finnis, segue as tendências dos discos anteriores de Heloisa. Autoral, o álbum é conceitual e trata dos anseios da humanidade em alcançar a paz. O projeto contém a participação do vocalista da banda Oficina G3, Mauro Henrique na música "Glorioso Dia".

## Lançamento e recepção
| Críticas profissionais | Críticas profissionais |
| Avaliações da crítica  | Avaliações da crítica  |
| Fonte                  | Avaliação              |
| ---------------------- | ---------------------- |
| Super Gospel           | [ 6 ]                  |

Paz foi lançado em dezembro de 2015 pela gravadora Musile Records e recebeu uma avaliação favorável do portal Super Gospel. Em texto de Roberto Azevedo, o álbum foi classificado como o mais "pesado" da carreira de Heloisa, e que a cantora está mais "madura" como compositora.
Em 2019, foi eleito pelo Super Gospel o 31º melhor álbum da década de 2010.

## Faixas
Todas as letras e músicas por Heloisa Rosa, exceto "Ainda não Aprendi", escrita por Heloisa Rosa e Maurício Alexandre.
| N.º | Título              | Duração |  |
| 1.  | "O Seu Caminho"     | 3:54    |  |
| 2.  | "Casa do Pão"       | 3:30    |  |
| 3.  | "Glorioso Dia"      | 4:04    |  |
| 4.  | "Aonde For"         | 4:31    |  |
| 5.  | "Ainda não Aprendi" | 4:10    |  |
| 6.  | "Reina"             | 5:12    |  |
| 7.  | "Prêmio"            | 4:47    |  |
| 8.  | "O Amor"            | 3:35    |  |
| 9.  | "A Alegria"         | 3:27    |  |
| 10. | "Santo Espírito"    | 4:56    |  |

## Ficha técnica
Banda
- Heloisa Rosa - vocais, arranjos
- Jr. Finnis - produção musical, piano, baixo, violão, ukulele e técnico de gravação
- Mauro Henrique - vocal em "Glorioso Dia"
- Deverson Marques - guitarra
- Rafael Dell - guitarra e violão
- Ronald Melo - bateria e percussão
- Emanuel Dias - teclados e programação
- Aramis Rocha - violino
- Robson Rocha - violino
- Daniel Pires - viola
- Deni Rocha - violoncelo
- Kiko Vargas - baixo acústico em "O Amor"
- Jonathan Rogério - acordeon em "O Amor"
- Norbeto França - órgão hammond em "A Alegria"
- Maurício Felix - vocal de apoio
- Paulo Felix - vocal de apoio

Equipe técnica
- Carlos Rossy - técnico de gravação
- Shane D. Wilson - mixagem
- Aaron Chafin - assistente de mixagem
- Andrew Mendelson - masterização